# آرامگاه امامزاده قاسم (شاهوارق)
روستای شاهوارُق، منطقه ای خوش آب و هوا مربوط به دوره صفوی است و در شهرستان تفرش، روستای شاهوراق واقع شده و این اثر در تاریخ ۲۸ فروردین ۱۳۵۷ با شمارهٔ ثبت ۹۴۰ به‌عنوان یکی از آثار ملی ایران به ثبت رسیده است.درخت چناری کهنسال با قدمتی بیش از ۵۰۰ سال در روستای شاهوارق در کنار بنای تاریخی امامزاده قاسم واقع شده است. این درخت یکی از سالم ترین درختان کهنسال موجود در استان مرکزی می باشد که بدلیل قرار گرفتن در مجاورت امامزاده و بنا بر اعتقادات مردم محلی از هر گونه آسیبی در امان مانده است. این درخت در ارتفاع 70 سانتیمتری از سطح زمین بصورت دو شاخه شده است. قطر بن درخت 4/70 متر می باشد. این درخت 16 متر ارتفاع دارد.